# Єдиний реєстр боржників
Єдиний реєстр боржників — систематизована база даних про боржників, що є складовою автоматизованої системи виконавчого провадження України та ведеться з метою оприлюднення в режимі реального часу інформації про невиконані майнові зобов'язання боржників та запобігання відчуженню боржниками майна.
Єдиний реєстр боржників утворюється відповідно до Закону України «Про виконавче провадження» від 2 червня 2016 року (набрав чинності 5 жовтня 2016 року) та Положення про автоматизовану систему виконавчого провадження від 5 серпня 2016 року (набирає чинності 5 січня 2017 року).
Відомості про боржників, включені до Єдиного реєстру боржників, є відкритими та розміщуються на офіційному вебсайті Міністерства юстиції України.
Реєстрація боржника в Єдиному реєстрі боржників не звільняє його від виконання рішення.
Відомості про боржника вносяться до Єдиного реєстру боржників одночасно з винесенням постанови про відкриття виконавчого провадження. Не вносяться до реєстру відомості щодо боржників, якими є державні органи, органи місцевого самоврядування, боржники, які не мають заборгованості за виконавчим документом про стягнення періодичних платежів більше трьох місяців, та боржники за рішеннями немайнового характеру.
Єдиний реєстр боржників містить такі відомості:
1. прізвище, ім'я, по батькові (за наявності), дата народження боржника — фізичної особи або найменування, ідентифікаційний код юридичної особи у Єдиному державному реєстрі юридичних осіб, фізичних осіб — підприємців та громадських формувань боржника — юридичної особи;
2. найменування органу або прізвище, ім'я, по батькові та посада посадової особи, яка видала виконавчий документ;
3. найменування органу державної виконавчої служби або прізвище, ім'я, по батькові приватного виконавця, номер засобу зв'язку та адреса електронної пошти виконавця;
4. номер виконавчого провадження;
5. категорія стягнення (аліменти, штраф тощо).

Відомості про боржника виключаються з Єдиного реєстру боржників одночасно з винесенням постанови про закінчення виконавчого провадження, повернення виконавчого документа стягувачу, повернення виконавчого документа до суду, чи в день встановлення виконавцем факту відсутності заборгованості за виконавчими документами про стягнення періодичних платежів.
Пошук інформації через вебсайт Єдиного реєстру здійснюється за такими реквізитами:
- прізвище, ім'я, по батькові (за його наявності), число, місяць, рік народження боржника — фізичної особи, реєстраційний номер облікової картки платника податків (за наявності);
- найменування, ідентифікаційний код в Єдиному державному реєстрі юридичних осіб, фізичних осіб — підприємців та громадських формувань боржника — юридичної особи.

Станом на лютий 2024 року в реєстрі було зафіксовано 8,917 мільйона боргів.